# سيروس قايقران
سيروس قايقران (1962 - 1998)، هو لاعب كرة قدم إيراني
من مواليد مدينة بندر أنزالي يوم 22 سبتمبر 1962، بدأ مسيرته الكروية مع نادي أستقلال أنزالي، وفي عام 1982 انتقل إلى نادي مالافان، ولعب معهم حتى عام 1990، وفي موسم 1990/1991 لعب مع نادي الغرافة القطري، وفي عام 1991 انتقل إلى نادي مالافان، ولعب معهم حتى عام 1993، وفي عام 1993 انتقل إلى نادي كيشافارز، ولعب معهم حتى عام 1996.
و قد بدأ باللعب مع منتخب إيران لكرة القدم في عام 1986 وحتى عام 1992، وشارك معهم في 40 مباراة وسجل 6 أهداف.

## وفاته
توفي في حادث سير يوم وتوفي في 26 مارس 1998

## روابط خارجية
- سيروس قايقران على موقع قاعدة بيانات كرة القدم.إي يو (الإنجليزية)
- سيروس قايقران على موقع ناشيونال فوتبول تيمز (الإنجليزية)